# Antonio Angelillo
Antonio Valentín Angelillo (* 5. September 1937 in Buenos Aires, Argentinien; † 5. Januar 2018 in Siena, Italien) war ein argentinisch-italienischer Fußballspieler und -trainer.
Angelillo spielte lange Zeit in der Serie A und für die argentinische als auch für die italienische Nationalmannschaft. Er galt als einer der kommenden Stars des Fußballs, konnte die Hoffnungen jedoch nicht erfüllen.
Später arbeitete er als Trainer für verschiedene Vereine.

## Karriere im Verein
Der junge Angelillo wurde in Buenos Aires als Sohn italienischer Immigranten geboren. Der Straßenfußballer schloss sich mit 14 Jahren der Jugendabteilung von Arsenal de Llavallol an, wo das fußballerische Talent des Stürmers gefördert wurde.
1955 debütierte er für den Racing Club Avellaneda in Argentiniens erster Liga und wechselte schon in der Folgesaison zum Spitzenclub Boca Juniors. Mit 16 Toren war er der beste Torjäger seiner Ligamannschaft und erhielt eine Kadernominierung für die Copa América 1957.
Argentinien war die überragende Mannschaft: mit dem Sturmtrio Omar Sívori, Humberto Maschio und Angelillo („drei Engel mit dreckigen Gesichtern“) wurden alle Gegner besiegt. Angelillo schoss in sechs Partien acht Tore, Maschio traf sogar neunmal. Argentinien wurde souverän Sieger und die drei waren die Stars der „Albicelestes“ und wurden nach dem Turnier von italienischen Vereinen verpflichtet: Sivori von Juventus Turin, Maschio vom FC Bologna und Angelillo von Internazionale aus Mailand, die neun Millionen Lire überwiesen.
Bei Inter spielte Angelillo als freier Spieler hinter den Spitzen, als eine Art hängende Spitze oder Spielmacher. Im ersten Jahr (1957/58) spielte er eine gute Saison und traf in der Liga 16 mal. Doch in der nächsten Saison folgte eine Leistungsexplosion, als er 33 Tore schoss – bis heute hat kein Spieler der Serie A diese Marke mehr knacken können (höchste Torquote seit Gunnar Nordahl 1950/51 mit 34 Toren). Seine insgesamt 38 Pflichtspieltore in dieser Saison sind bis heute Vereinsrekord bei Inter.
Angelillo war der neue Superstar im San Siro und absoluter Liebling der Interisiti. Aber Titel blieben ihm mit den Nerazzurri versagt; 1960 wurde die Meisterschaft knapp verpasst und mit Helenio Herrera wurde ein neuer Cheftrainer verpflichtet. Herrera baute zunächst auf Angelillo als Fixpunkt in der Offensive und ernannte ihn sogar zum Kapitän. Aber er hielt dem Druck nicht stand und zog durch seinen ausschweifenden Lebensstil den Unmut von Disziplinfanatiker Herrera auf sich (Beziehung mit der Sängerin Ilya Lopez). Der Trainer nahm seinen Star aus der Mannschaft und enthob ihn von seinem Amt als Spielführer; er baute seine Mannschaft um und führte den Catenaccio ein – in diesem System war kein Platz mehr für Angelillo, der schweren Herzens von Präsident Angelo Moratti an den AS Rom verkauft wurde.
Mit der Roma wollte Angelillo an seine grandiose Saison 1958/59 anknüpfen, doch die Leistung konnte er nie mehr abrufen. In dieser Zeit ließ er sich in Italien einbürgern, um für deren Nationalmannschaft spielen zu dürfen. Doch nach lediglich zwei Partien (ein Tor) war Schluss mit seiner internationalen Karriere.
Später hatte Angelillo zwei kurze Gastspiele bei Inters Lokalrivalen AC Mailand, mit dem er 1968 den Scudetto gewann. Seine Karriere ließ er in der Serie B beim CFC Genua ausklingen und beendete 1969 mit 31 Jahren seine Karriere.

## Karriere als Trainer und Talentscout
Nach seiner Profikarriere blieb Angelillo in Italien, wo er mehrere Vereine trainierte. Seinen einzigen Titel als Trainer holte er mit der AC Arezzo, mit der er in der Saison 1981/82 Drittligameister wurde. In der Saison 1983/84 spielte er mit Arezzo in der Serie B als letztlich Fünfter um den Aufstieg in die Serie A mit. Dies stellt bis dato für den Verein die erfolgreichste Saison der Vereinsgeschichte dar.
Später war er auch als Talentscout für Inter in Südamerika tätig, wo er Spieler wie Javier Zanetti oder Iván Córdoba entdeckte.
Zuletzt lebte Angelillo in der Nähe von Arezzo. Er verstarb im Januar 2018 im Alter von 80 Jahren.